# Heddon (wobblermärke)
Heddon är ett klassiskt wobblermärke ifrån USA, som köpt upp Whopper Stopper. 
Heddons fiskedrag skapades av James Heddon, som anses vara den person som, i slutet av 1890-talet, uppfann de första fiskedrag som var tillverkade av trä.
Bolaget Heddon Company grundades år 1902 för försäljning av fiskeredskap. Dessa gjordes ursprungligen för hand i familjen Heddons kök i Dowagiac i Michigan. År 1910 hade de en distributör i Kanada och en ny fabrik i Dowagiac. År 1950 var Heddon ett välkänt varumärke och företaget producerade över 12 000 fiskedrag per dag.
På grund av ökande konkurrens och för att man ville sluta att driva företaget medan det ännu var lönsamt, sålde familjen Heddon sitt företag till familjen Murchinson år 1955. Sedan dess har Heddon Company sålts flera gånger, och det blev till slut en del av EBSCO industries.